# Leucanopsis rhomboidea
Leucanopsis rhomboidea is een beervlinder uit de familie van de spinneruilen (Erebidae). De wetenschappelijke naam van de soort is voor het eerst geldig gepubliceerd in 1852 door Sepp.